# 752 (numero)
Settecentocinquantadue (752) è il numero naturale dopo il 751 e prima del 753.

## Proprietà matematiche
- È un numero pari.
- È un numero composto, con 10 divisori: 1, 2, 4, 8, 16, 47, 94, 188, 376, 752. Poiché la somma dei suoi divisori (escluso il numero stesso) è 736 < 752, è un numero difettivo.
- È un numero congruente.
- È parte delle terne pitagoriche (564, 752, 940), (752, 1410, 1598), (752, 2145, 2273), (752, 2961, 3055), (752, 4386, 4450), (752, 8820, 8852), (752, 17664, 17680), (752, 35340, 35348), (752, 70686, 70690), (752, 141375, 141377).
- È un numero nontotiente (per cui la equazione φ(x) = n non ha soluzione).
- È un numero odioso.

## Astronomia
- 752 Sulamitis è un asteroide della fascia principale del sistema solare.
- NGC 752 è un grande ammasso aperto situato nella costellazione di Andromeda.

## Astronautica
- Cosmos 752 è un satellite artificiale russo.